# Romolo Paganelli
Girolamo Paganelli (Filago, 3 dicembre 1926 – Fino del Monte, 21 luglio 2003) è stato un pittore e scenografo italiano.
Ha collaborato con Lorenzo Mongiardino, da lui soprannominato affettuosamente il "Bergamasco", e ha affiancato nell’insegnamento e nella decorazione Francesco Fedeli.
Ha ricevuto numerosi premi durante la sua vita e molte sue opere sono esposte in musei in tutta Europa e negli Stati Uniti d’America.

## Biografia
Completa i suoi studi, dopo il ginnasio, diplomandosi presso la Scuola Superiore d’Arte del Castello Sforzesco di Milano, scuola nella quale ha poi ricoperto il ruolo di assistente di cattedra ai corsi di pittura e mosaico affiancando Francesco Fedeli. Completa la sua formazione collaborando all’esecuzione di scenografie e decorazioni sotto la guida dell’architetto Lorenzo Mongiardino, che affiancherà sino alla sua morte nel 1998 svolgendo presso lo studio dell’architetto la professione di decoratore di interni e scenografie.

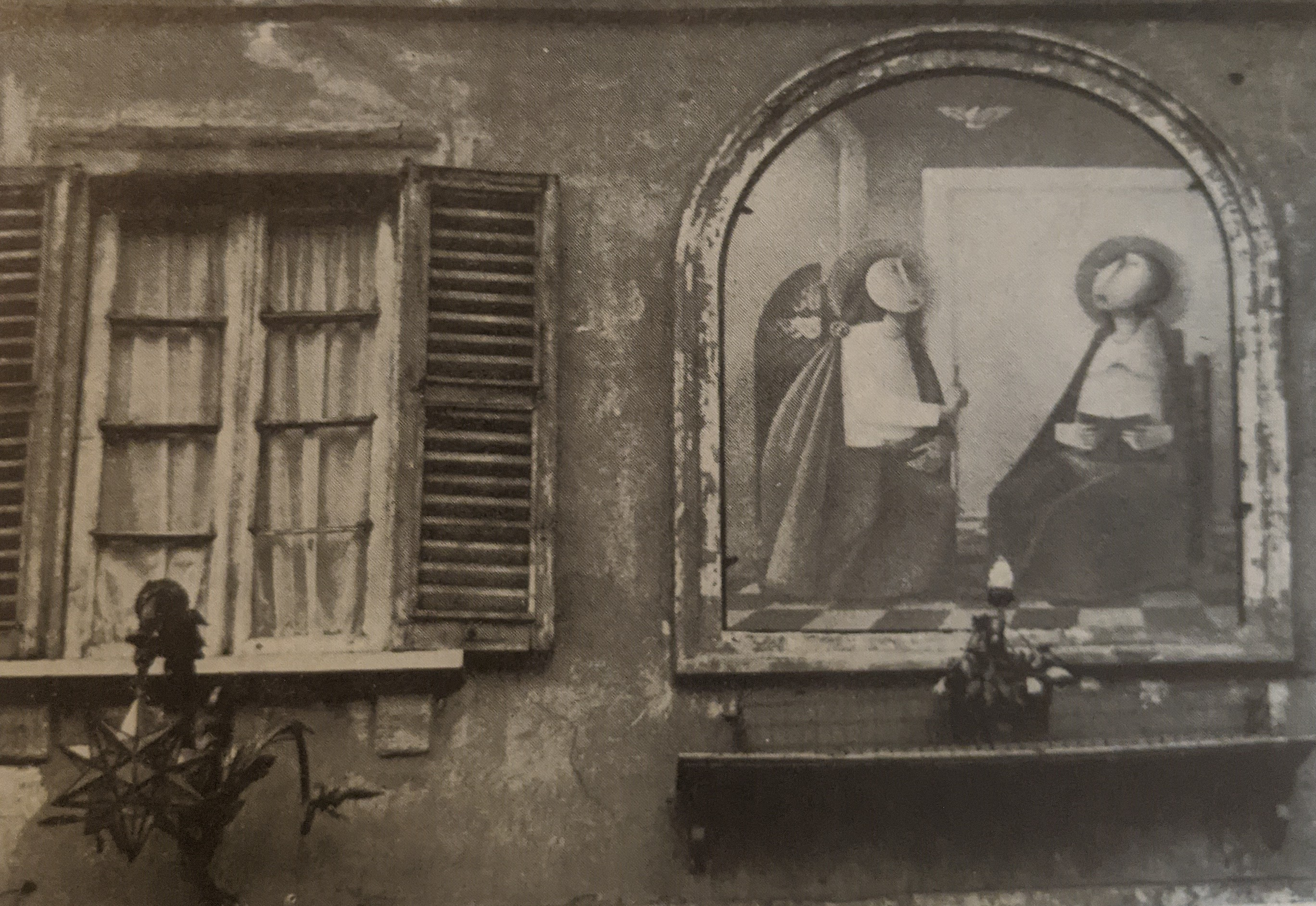
Affresco in via Luigi Canonica Milano 1976

Nel 1967 partecipa alla realizzazione della scenografia del film del regista Franco Zeffirelli La bisbetica domata (1967) che ha ricevuto la nomination al Premio Oscar per la migliore scenografia.

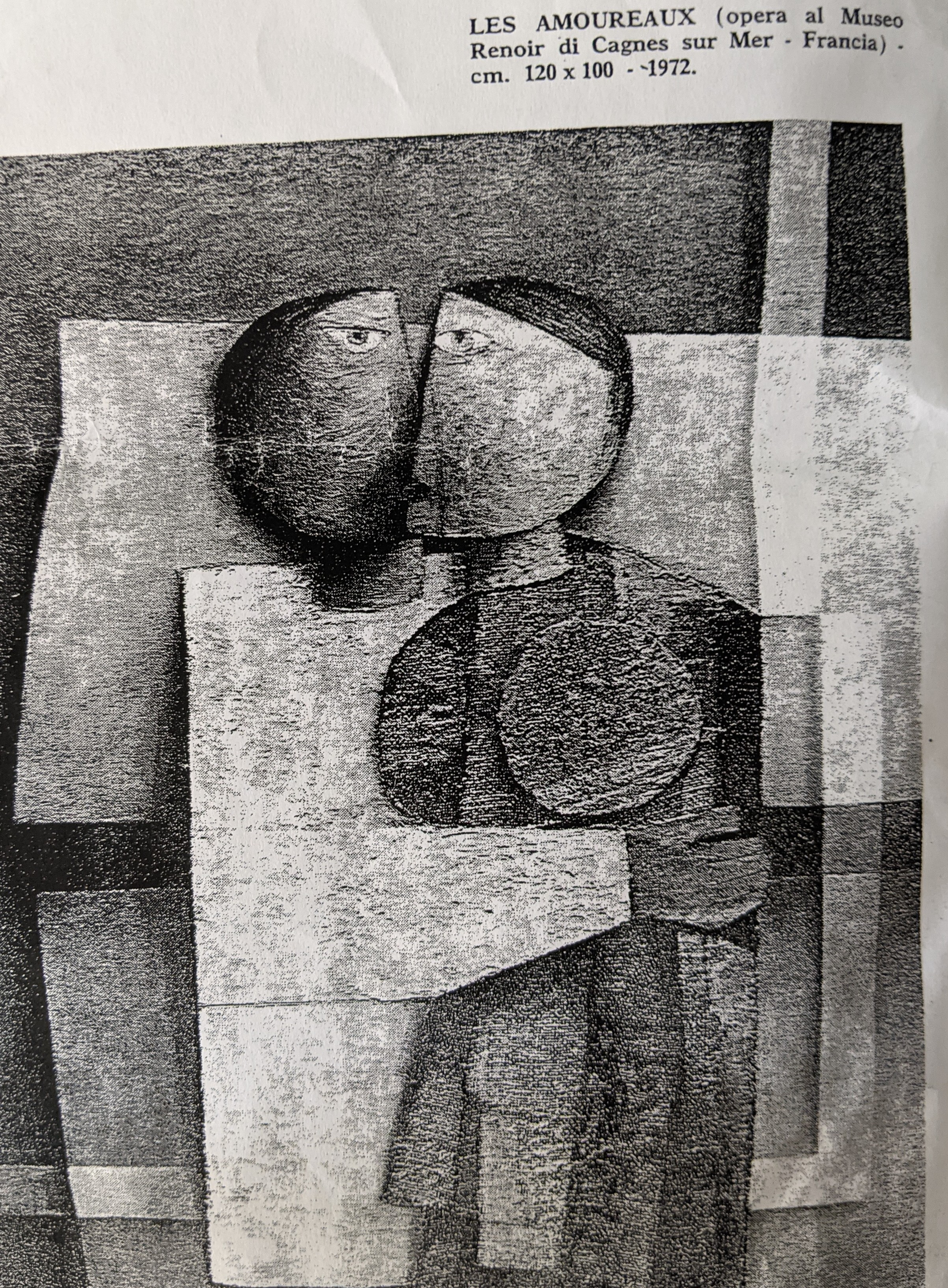
"Les Amoureaux" opera al Museo Renoir di Cagnes sur Mer - foto pubblicata su Linea Estetica gen-feb 1978

Nel campo pittorico inizia la sua carriera internazionale grazie al gallerista Luciano Lupi, partecipando all’esposizione del Salone d’Autunno di Parigi, dove viene nominato socio onorario. Durante la X Biennale Internazionale di Mentone, mostra inaugurata dai Principi di Monaco, una delle sue opere, "La Couturière",  viene acquistata dal Museo di Grenoble. Grazie all’invito del monsieur Le Süun, funzionario del Ministero Francese, aderisce alla Fondazione La Fontaine esponendo in varie mostre collettive nei maggiori musei e maisons de culture della Francia.
Il Comune di Milano gli commissiona un affresco raffigurante l’Annunciazione di Cristo, che lui interpreta in chiave neo-figurativa per sostituire un vecchio affresco scomparso in via Luigi Canonica a Milano. Ad oggi l’affresco del Paganelli è stato sostituito per degrado.
Nell’anno 1976 il Paganelli raggiunge il culmine della sua carriera pittorica sia in ambito nazionale che internazionale, infatti, durante quest’anno, le sue opere sacre vengono selezionate per la I Rassegna del Sacro nell’Arte Contemporanea di Palermo e nello stesso anno una fondazione artistica dona sei dei suoi quadri all’Università Internazionale d’Arte di Firenze. Partecipa, poi, all' "VIII Festival Internazionale di Cagnes sur Mer" ed il quadro intitolato "Les Amoureaux" entra a far parte della collezione del Museo Renoir di Cagnes sur Mer. Nello stesso anno lo Stato francese acquista il quadro "Il Prelato".
Il 21 luglio 2003 muore a Fino del Monte e lo stesso comune, nel 2013, gli dedica una via intitolandola a suo nome.
Dopo la sua morte sono state fatte numerose mostre postume.

## Stile

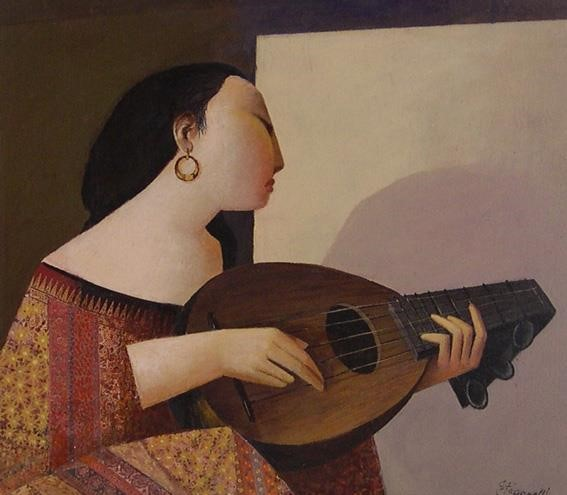
"Menestrella" - acrilico su tela

Gli anni in cui Paganelli inizia a lavorare sono quelli del Movimento Moderno di cui non abbraccia totalmente la filosofia ma lo reinterpreta. La sua indole e la sua passione lo portano a ricercare lo stile figurativo in chiave neo-figurativa, ove reinventa, in maniera del tutto personale, la figura umana, rendendo unico il suo stile. Il carattere personale delle sue opere va a concepire in chiave grottesca la quotidianità dell’essere umano e della realtà. Queste opere illustrano, però, solo parzialmente il mondo artistico di Paganelli che, come decoratore, sotto la guida dell’architetto Mongiardino si specializza nella realizzazione del trompe l'oeil e le sue opere si possono ammirare all’interno delle più sfarzose dimore europee e statunitensi, le quali sono pubblicate nei libri dell'architetto Lorenzo Mongiardino, intitolati Architettura da Camera.

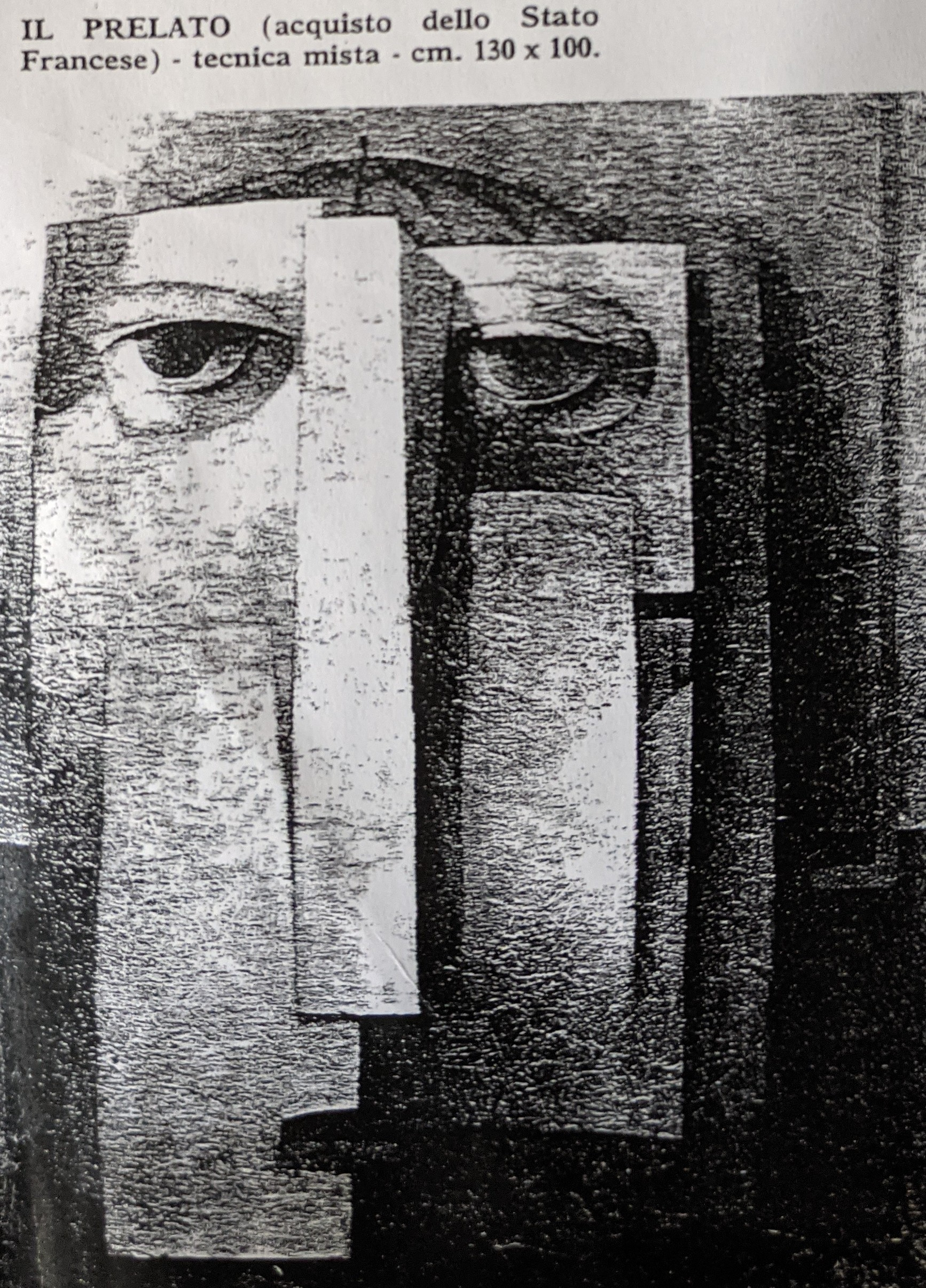
"Il prelato" acquisto dello Stato Francese - foto pubblicata su Linea Estetica gen-feb 1978